# König Nicolo
König Nicolo ist ein nach einer Vorlage von Frank Wedekind gestalteter deutscher Stummfilm aus dem Jahre 1919 mit Ernst Stahl-Nachbaur in der Titelrolle.

## Handlung
Im Zentrum der Geschichte steht jener König Nicolo, der durch eigenes Verschulden, durch Eigennutz und Leichtlebigkeit, seinen Ruhm verloren und seine Macht verspielt hat. Nun ist er abgesetzt, steht völlig allein da und wandelt unerkannt durch sein einstiges Reich, in stetiger Furcht vor den Menschen, die er nicht kennt und die ihm fremd sind. Seine Phobie ist derart groß, dass sich Nicolo am wohlsten und geborgensten hinter hohen Gefängnismauern fühlt. Dennoch ist sein königlicher Stolz ungebrochen. Als er eines Tages auf niederes, gewöhnliches Volk stößt, erzählt er den Landstreichern und Gauklern von seinem Schicksal, einem phantastischen Abstieg, der seinesgleichen sucht. Sie lachen über ihn, weil sie finden, er sei ein wunderbarer Komödiant und Geschichtenerzähler, der die Menschen zu unterhalten wisse. 
Sein darstellerisches Talent wird derartig bewundert, dass man Nicolo rät, es doch einmal mit der Schauspielerei zu versuchen. Der Menschenscheue sträubt sich anfänglich dagegen. Doch dann findet er hierin seine wahre Berufung und beginnt, den Ruhm und die Anerkennung zu ernten, die ihm als König nie vergönnt war. Sein Ruf eilt ihm voraus, bis an den Königshof, wo bereits sein Nachfolger, der einstige Metzger Pietro Folchi, sehnsüchtig darauf wartet, dass Nicolo ihm vorspielt. Trotz seiner ärmlichen Herkunft hat sich Folchi als ein sehr viel weiserer und verantwortungsbewussterer König erwiesen als es Nicolo jemals war. Als Nicolo vor Folchi seine wahre Identität preisgibt, will ihm keiner glauben. Er stirbt daraufhin mit den Worten „So ist das Leben!“, während seine Tochter Alma ein närrisches Lied über die vielfältigen Unwägbarkeiten des Lebens vorträgt.

## Produktionsnotizen
König Nicolo wurde am 19. Oktober 1919 im Rahmen einer Pressevorführung uraufgeführt. Noch im selben Monat erfolgte der Massenstart.
Der Film verfügte über 137 Zwischentitel und besaß Längen von 2078 bis 2200 Metern, verteilt auf sechs Akte. Die Filmbauten schuf Else Oppler-Legband. Hauptdarstellerin Tilly Wedekind, die Prinzessin Alma des Films, war die Ehefrau des im Jahr zuvor gestorbenen Vorlagenautors Frank Wedekind.

## Kritik
„So ist aus Frank Wedekinds König Nikolo [sic!] ein Filmwerk entstanden, das unter den besten Seinesgleichen rangiert. Die Darstellung ist hervorragend. Ernst Stahl-Nachbaur als König Nikolo [sic!], Tilly Wedekind als dessen Tochter und Leop. v. Ledebur als sein Nachfolger leisten ganz vorzügliches. Die Aufnahmen sind stil- und kunstvoll zugleich, die Photographie prächtig.“